# North Cariboo Air

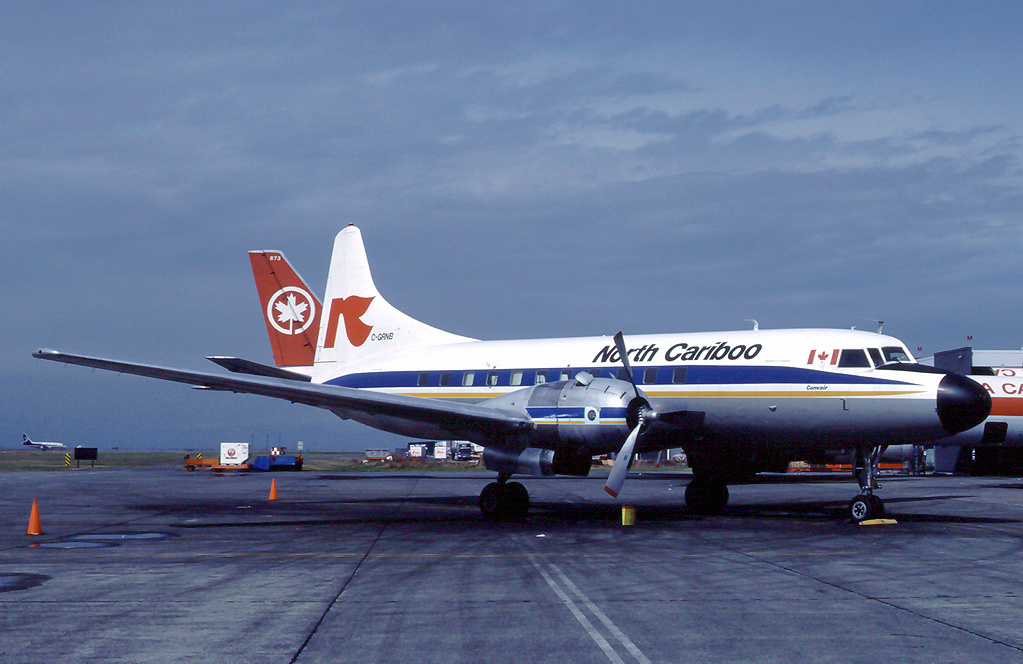
Convair 440 авиакомпании North Cariboo Air, 1983 год

North Cariboo Air — чартерная авиакомпания Канады со штаб-квартирой в городе Калгари, провинция Альберта, работающая на рынке пассажирских и грузовых воздушных перевозок провинции, а также обеспечивающая транспортное сообщение с удалёнными базами нефтедобывающих компаний и геологоразведочными партиями.
Базовым аэропортом авиакомпании и её главным транзитным узлом (хабом) является Аэропорт Форт-Сент-Джон, Британская Колумбия.

## История
Авиакомпания North Cariboo Air была образована в 1957 году и начала операционную деятельность 15 мая того же года. Собственником компании является бизнесмен Рэнди Ги.
По состоянию на март 2007 года в штате перевозчика работало 200 человек.

## Флот
В марте 2009 года воздушный флот авиакомпании North Cariboo Air составляли следующие самолёты:
- 2 × Raytheon Beech 1900C Airliner
- 2 × Raytheon Beech 1900D Airliner
- 1 × Raytheon Beech King Air C90B
- 8 × Raytheon Beech King Air 100
- 6 × Raytheon Beech King Air 200
- 5 × Bombardier Dash 8
- 1 × Cessna 425 Corsair
- 2 × de Havilland Canada DHC-6 Twin Otter Series 300